# Liste der Naturdenkmale in Holsthum
Die Liste der Naturdenkmale in Holsthum nennt die im Gemeindegebiet von Holsthum ausgewiesenen Naturdenkmale (Stand 4. April 2024).

## Naturdenkmale
| Nr.         | Bezeichnung                                | Lage                                                         | Beschreibung                                   | Bild                                    |
| ----------- | ------------------------------------------ | ------------------------------------------------------------ | ---------------------------------------------- | --------------------------------------- |
| ND-7232-464 | Rosskastaniengruppe bei der Rochus-Kapelle | östlich des Ortes; Flur Im Dedigerberg Lage                  | Aesculus hippocastanum, mehrere Bäume          | Direkt Bild zu diesem Denkmal hochladen |
| ND-7232-466 | Schmetteschaf                              | südlich des Ortes; Abteilungen Gründelheck und Odendell Lage | langgestreckte Felsenformation, ca. 1 km Länge | Direkt Bild zu diesem Denkmal hochladen |